# Nhà hát Scena STU ở Kraków

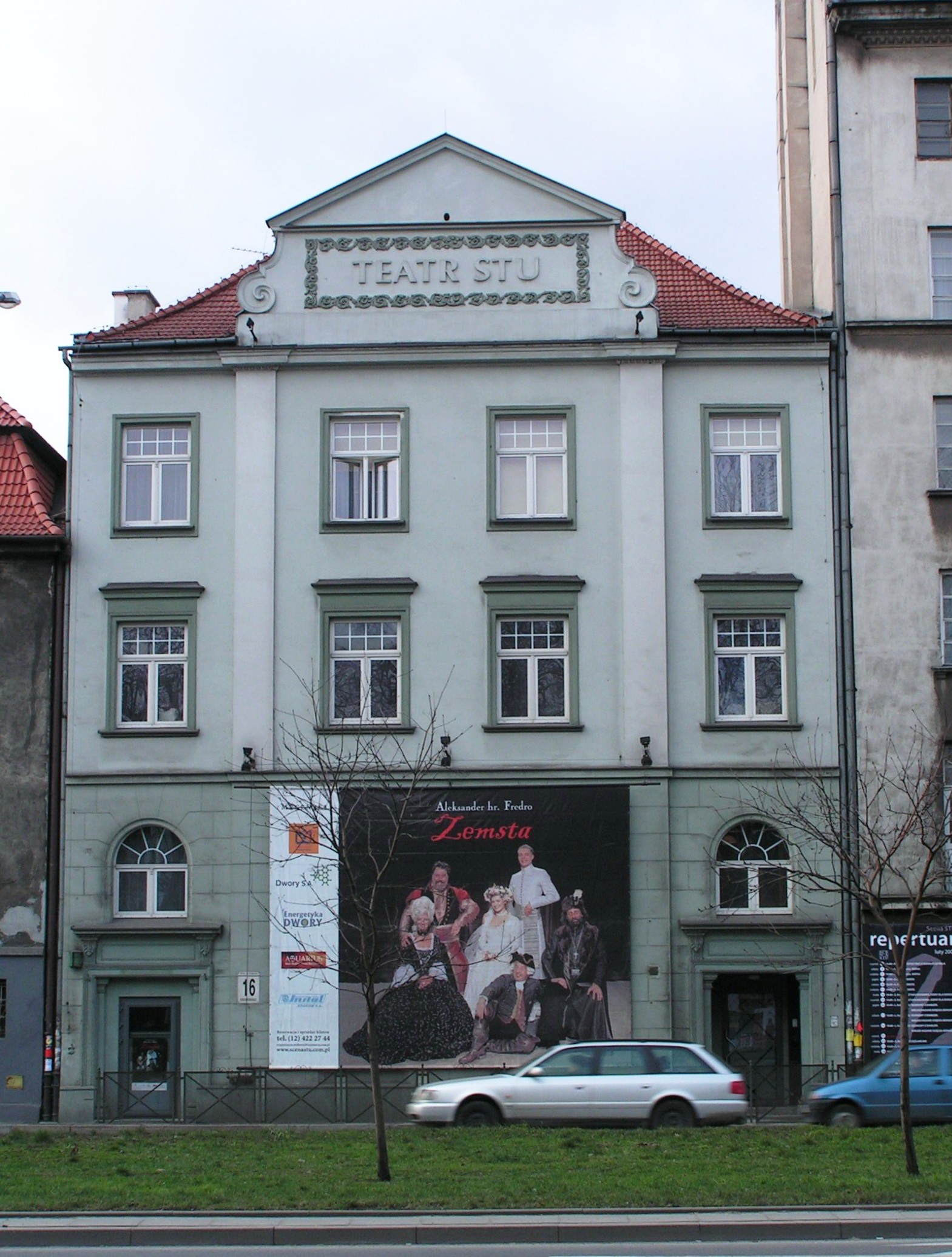
Nhà hát Scena STU (2007)

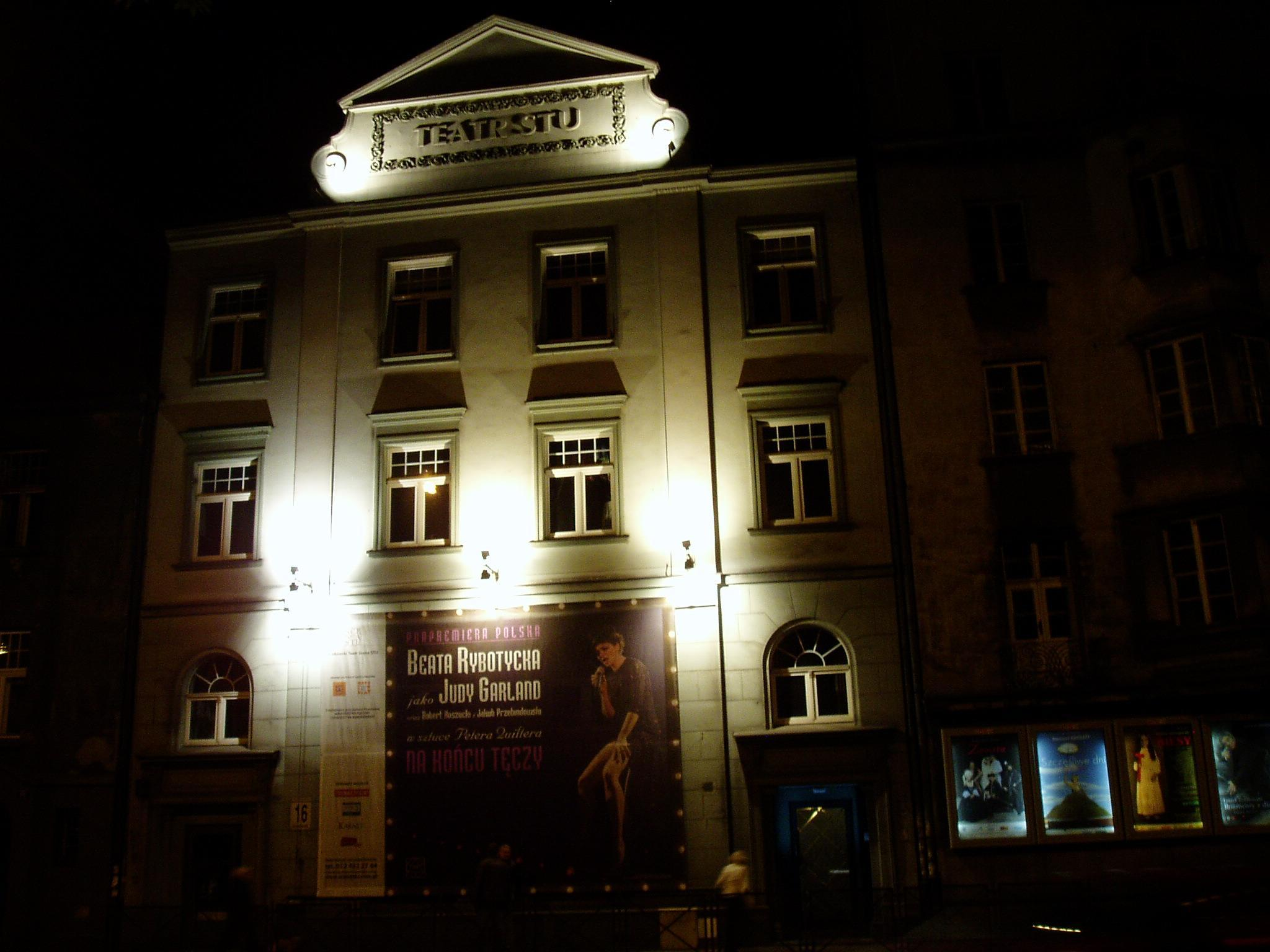
Nhà hát Scena STU vào ban đêm (2008)

Nhà hát Scena STU ở Kraków (tiếng Ba Lan: Krakowski Teatr Scena STU) là một trong những nhà hát có lịch sử lâu đời ở Ba Lan, tọa lạc tại số 16-18 Đại lộ Zygmunta Krasińskiego, Kraków.
Nhà hát có nguồn gốc từ Nhà hát STU được Krzysztof Jasiński thành lập vào năm 1966.
Sau năm 1970, Nhà hát nổi tiếng không chỉ ở Ba Lan mà còn ở nước ngoài. Nhà hát STU chủ động giới thiệu các buổi biểu diễn đến những liên hoan sân khấu quốc tế nổi tiếng nhất. Trong nhiều năm, Nhà hát đã biểu diễn khắp thế giới, tại hơn hai mươi quốc gia trên bốn lục địa.
Năm 1975, Nhà hát trở thành một sân khấu chuyên nghiệp có cơ sở và tổ chức, nhưng vẫn giữ những nét riêng của một nhà hát chuyên đi lưu diễn: "tự do" và "phong cách".
Năm 1997, Nhà hát Scena STU chính thức được thành lập và Krzysztof Jasiński đảm nhận vị trí giám đốc nghệ thuật (cho đến ngày nay).
Từ đầu thế kỷ 21, Nhà hát Scena STU là nơi tổ chức nhiều buổi hòa nhạc với sự tham gia của những người nổi tiếng về văn hóa, nghệ thuật và khoa học (được kênh TVP 2 ghi hình và phát sóng).

## Hoạt động
Tiết mục truyền thống của Nhà hát Scena STU chủ yếu là các vở kịch được thực hiện bởi những diễn viên sân khấu tài năng. Trong đó, Nhà hát nổi tiếng với các vở kịch kinh điển của Ba Lan và thế giới, chẳng hạn như: Madman and the Nun (1986), Hamlet (2000), Zemsta (2004), Biesy (2007), Happy Days (2007), Król Lear (2010). Ngoài ra, Nhà hát vẫn luôn cởi mở với những điều mới lạ hoặc thú vị của điện ảnh cũng như tạo điều kiện để ra mắt các đạo diễn và diễn viên nổi bật.

## Đạo diễn và diễn viên
Nhà hát Scena STU hợp tác với nhiều đạo diễn và diễn viên xuất sắc từng đạt được nhiều giải thưởng và danh hiệu quan trọng trong cả sự nghiệp sân khấu và điện ảnh, chẳng hạn như: Pamela Adamik, Maja Barełkowska, Anna Cieślak, Alexander Fabisiak, Krzysztof Globisz, Jan Peszek cùng nhiều nghệ sĩ khác.